# Dactyloceras neumayeri
Dactyloceras neumayeri är en fjärilsart som beskrevs av Arnold Pagenstecher 1885. Dactyloceras neumayeri ingår i släktet Dactyloceras och familjen Brahmaeidae. Inga underarter finns listade i Catalogue of Life.